# Station Felixstowe
Felixstowe is een spoorwegstation van National Rail in Suffolk Coastal in Engeland. Het station is eigendom van Network Rail en wordt beheerd door Greater Anglia. Het station is Grade II listed
Het stationgebouw is sedert 2015 deel van een winkelcentrum; van het oorspronkelijke station is nog slechts één spoor in gebruik.

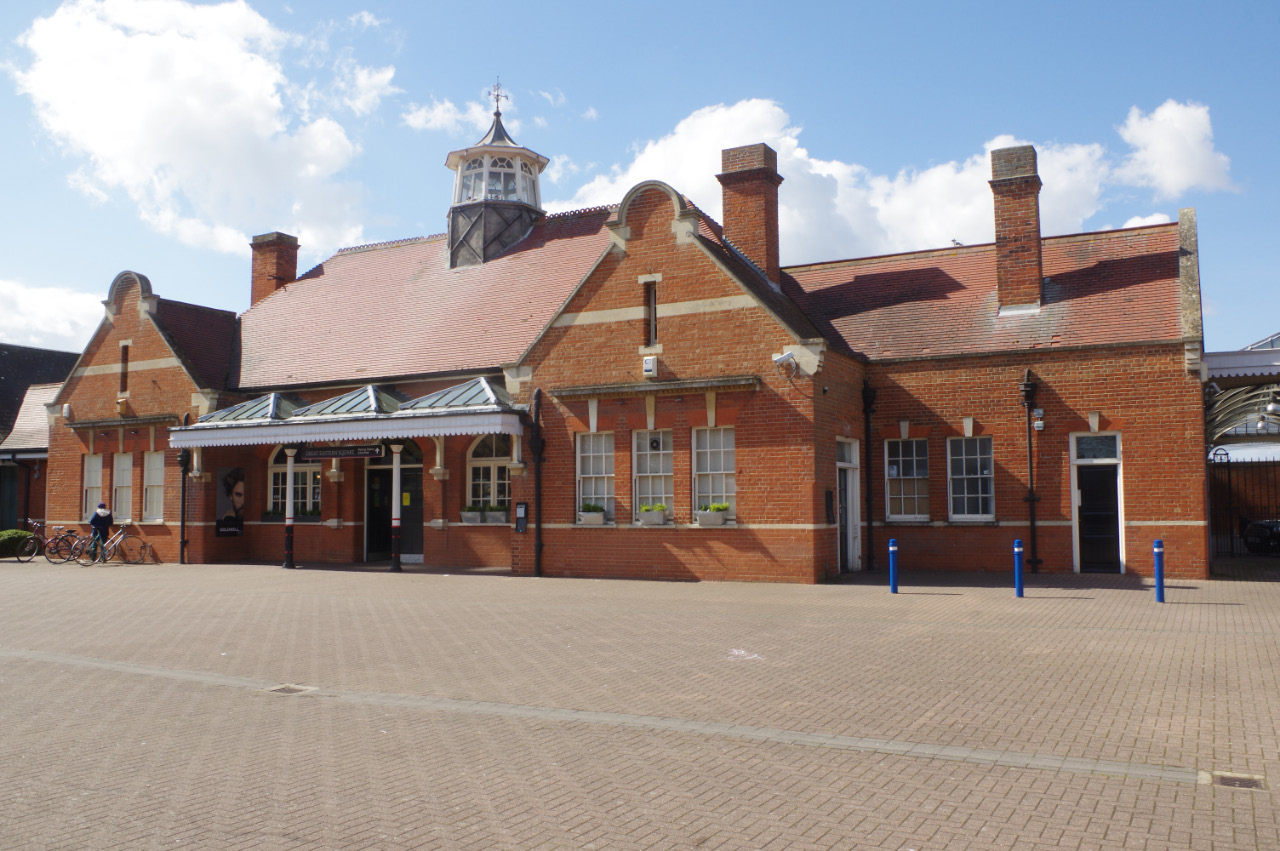
Exterieur stationsgebouw, 2018
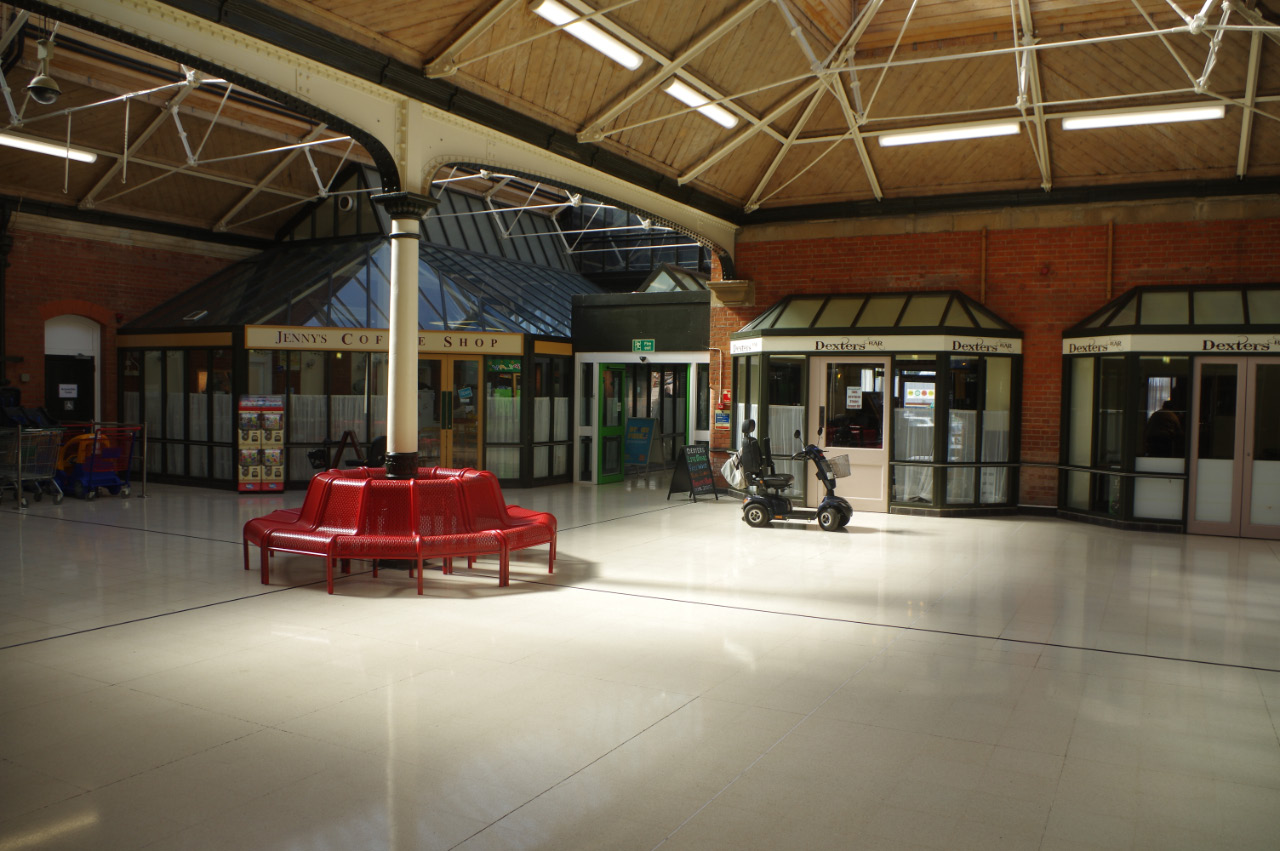
Voormalige stationshal, 2018